# Sideroxylon socorrense
Sideroxylon socorrense là một loài thực vật thuộc họ Sapotaceae. Đây là loài đặc hữu của México, chỉ có ở đảo Socorro thuộc quần đảo Revillagigedo.
Trên đảo, loài cây cỡ nhỏ này mọc được ở môi trường sống ít nhất ẩm ướt theo mùa. Việc này hạn chế nó chỉ có ở vành đai thực vật trong khoảng 650 đến 900 m trên mực nước biển, ở phần phía bắc đảo nơi điều kiện ẩm ướt hơn. Chúng được Sách đỏ IUCN xếp vào tình trạng dễ thương tổn do ảnh hưởng bởi những đàn cừu di thực vào đảo và loài châu chấu Schistocerca piceifrons, một loài không phải bản địa mỗi năm tụ tập thành đàn hai lần trên đảo trong khoảng thời gian gần đây.
Quả của cây này là một trong những món khoái khẩu của loài gần tuyệt chủng chim nhại Socorro (Mimus graysoni) và chim bồ câu Socorro (Zenaida graysoni) hiện chỉ còn sống trong tình trạng bị bắt giữ. Tương tự như các loài khác thuộc chi Sideroxylon, các loài chim này là nguồn chủ yếu giúp chúng phát tán và sinh sôi.